# WTA New Jersey 1975
Il WTA New Jersey 1975 è stato un torneo di tennis giocato sulla terra rossa. È stata la 1ª edizione del torneo, che fa parte dei Tornei di tennis femminili indipendenti nel 1975. Si è giocato ad Orange negli USA dal 18 al 24 agosto 1975.

## Campionesse

### Singolare
Virginia Ruzici' ha battuto in finale  Mariana Simionescu con il punteggio di 6–1, 6–1

### Doppio
Kristien Shaw /  Greer Stevens hanno battuto in finale  Kathy Harter /  Kathy May per walkover